# Tizqar
Tizqar va ser el dinovè rei de la primera dinastia de Kish a Sumer, esmentat a la llista de reis sumeris. La llista li assigna un mític regnat de 305 anys.
Va governar en un període posterior al diluvi que s'acostuma a datar cap a l'any 2900 aC. Va succeir al seu pare Zamug.